# マクデブルク大聖堂
座標: 北緯52度7分28.9秒 東経11度38分4.2秒 / 北緯52.124694度 東経11.634500度
マクデブルク大聖堂（マクデブルクだいせいどう、独: Magdeburger Dom）は、ドイツのマクデブルクにあるゴシック様式の大聖堂。正式名称はザンクト・マウリツィウス・ウント・カタリーナ大聖堂（Dom St. Mauritius und Katharina。聖マウリツィウスとカタリナの意）。マクデブルク大聖堂はエルベ川の左岸にあり、マクデブルク市のランドマークとも呼ばれる。

## 歴史
オットー1世は937年にマウリツィウス聖堂院を設立した。946年に彼の最初の妻エドギタがそこに埋葬され、その時にオットーは自分の埋葬地を目指していたといわれる。彼はすでに950年代に大司教座を設立することに取り組んでいた。彼は955年にレヒフェルトの戦いに成功した後、自分の政治的権力を誇示したいと考え、962年に皇帝としての戴冠式前から建設を命じた。その後西ローマ帝国の皇帝の後継者として彼の主張を裏付けるために、彼は教会の建設に使用された柱などの数多くの古遺物を収集した。 これらの骨董品の多くは、後に1209年に彼の2番目の教会に使用された。幅41メートル、長さ80メートルのこの教会には、4つの側廊を持つ1つの身廊があったと考えられている。高さは最大60メートルと推定されている。
マクデブルク大聖堂は17世紀に三十年戦争により激しく破壊された。
マクデブルク大聖堂は第二次世界大戦後、連合軍の爆撃によって再び激しく破壊され、1955年に再建された。
1950年代からマクデブルクは東ドイツの一部となり、ソ連型社会主義政権に支配され、教会に来る人はあまりいなかった。1980年代後半、ドイツの統一を求めて市民がデモを行なった月曜日デモがマクデブルク大聖堂前で行われた。

### 現代
マクデブルク大聖堂はドイツ再統一後修復され、1991年に新しく確立されたザクセン＝アンハルト州の州議会がマクデブルク大聖堂の向かいに建設された。マクデブルク大聖堂はザクセン＝アンハルト州のシンボルとなり、その州を表すドイツの2ユーロ硬貨の裏側に描かれている。

## ギャラリー

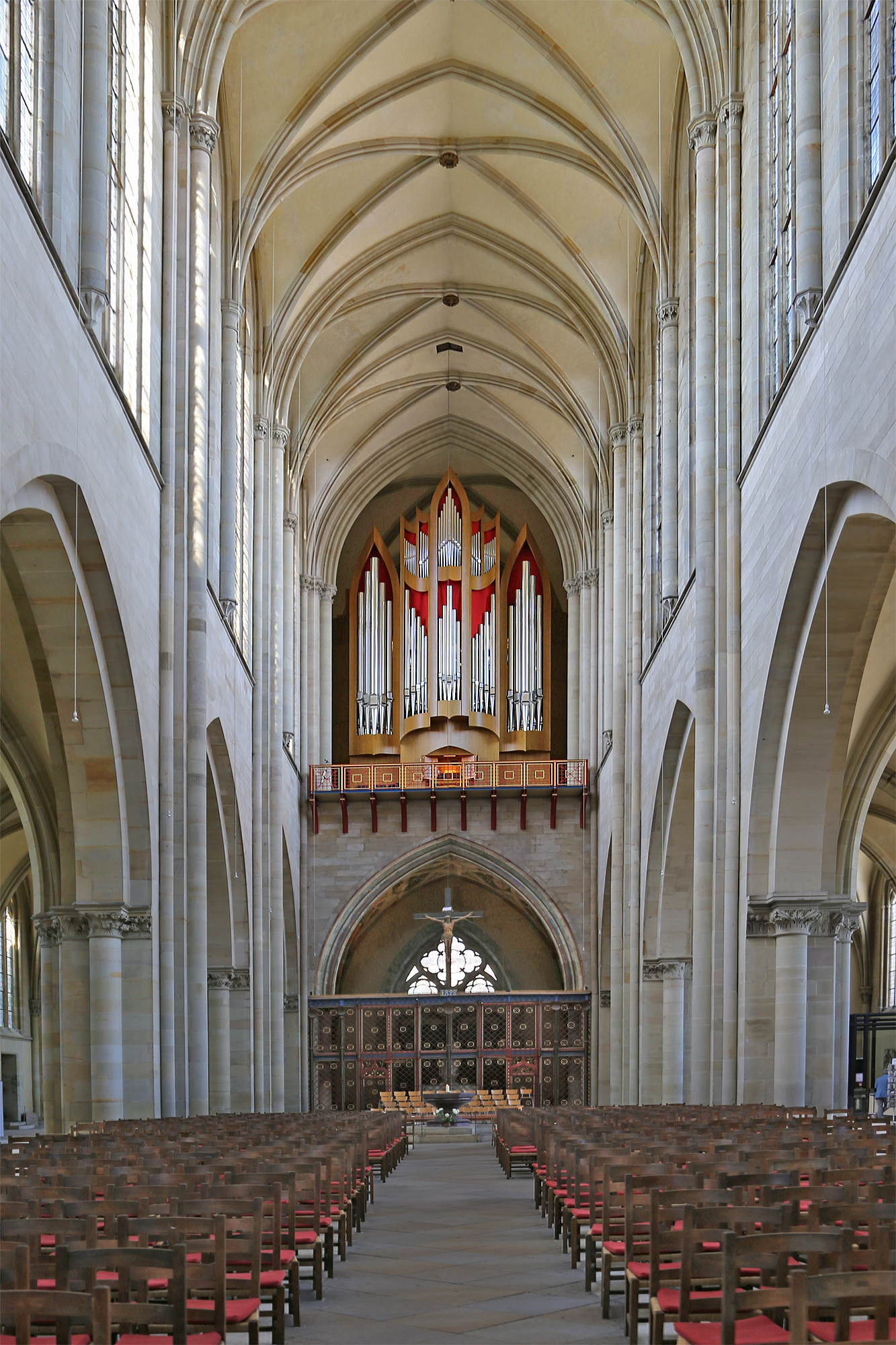
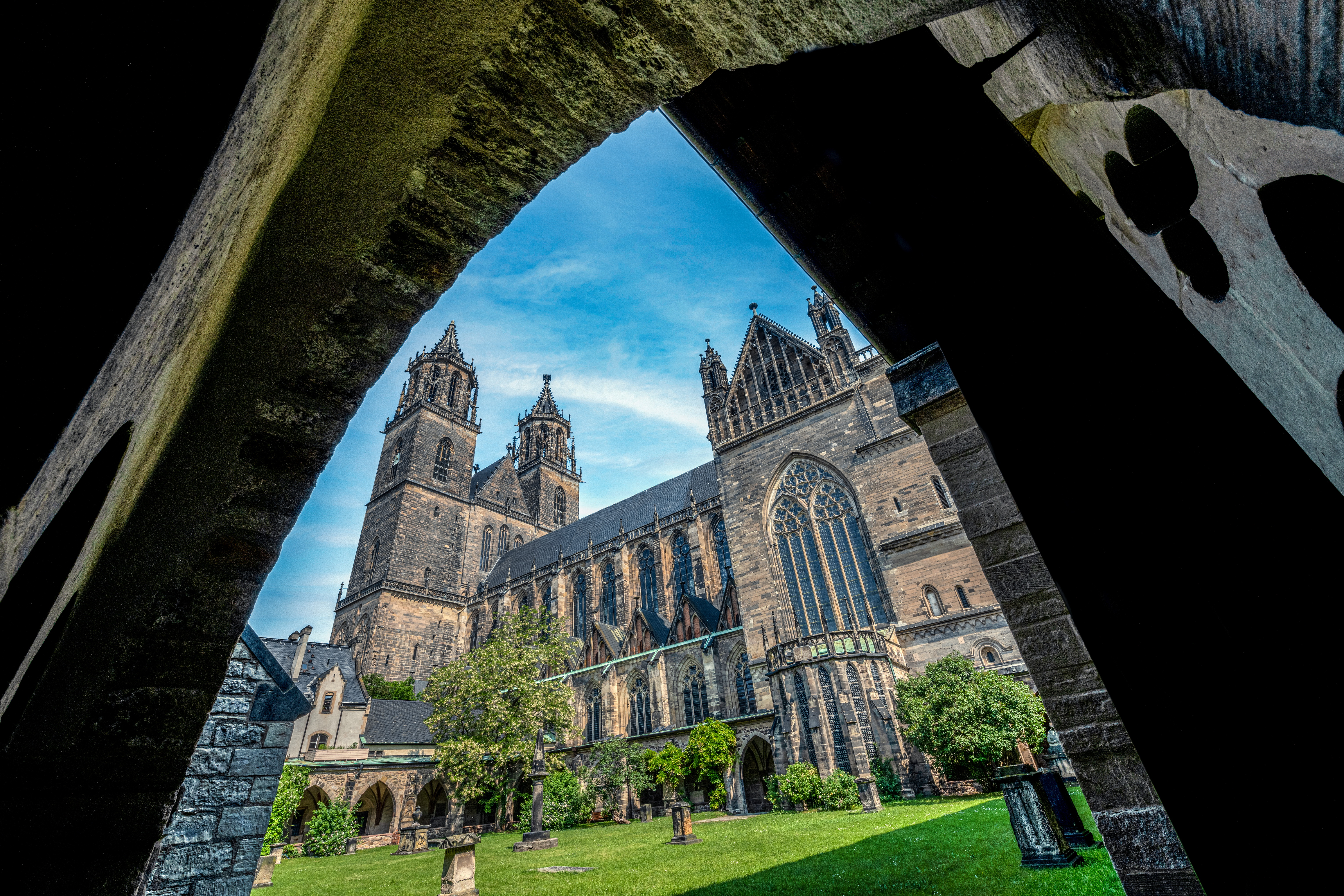
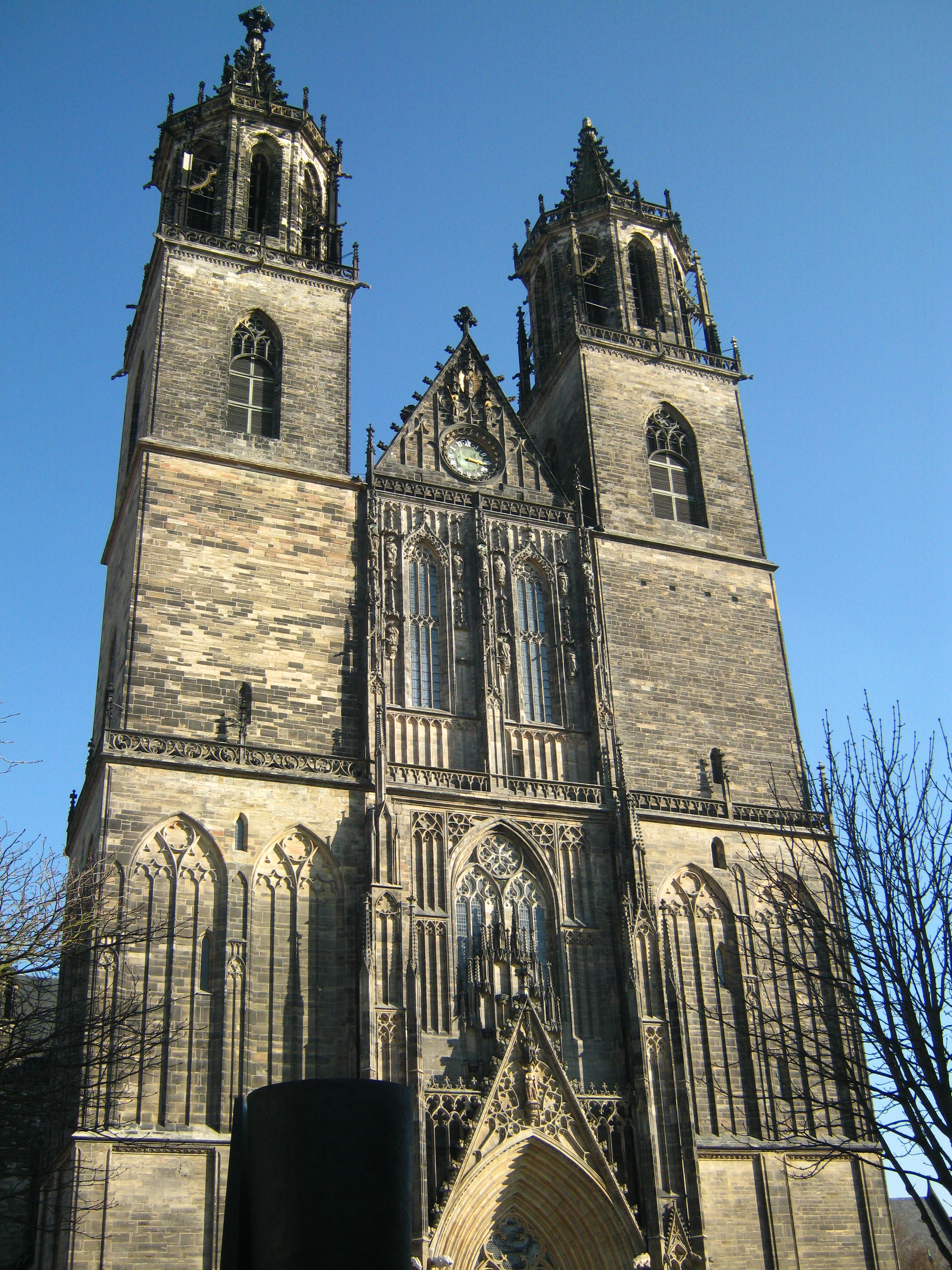
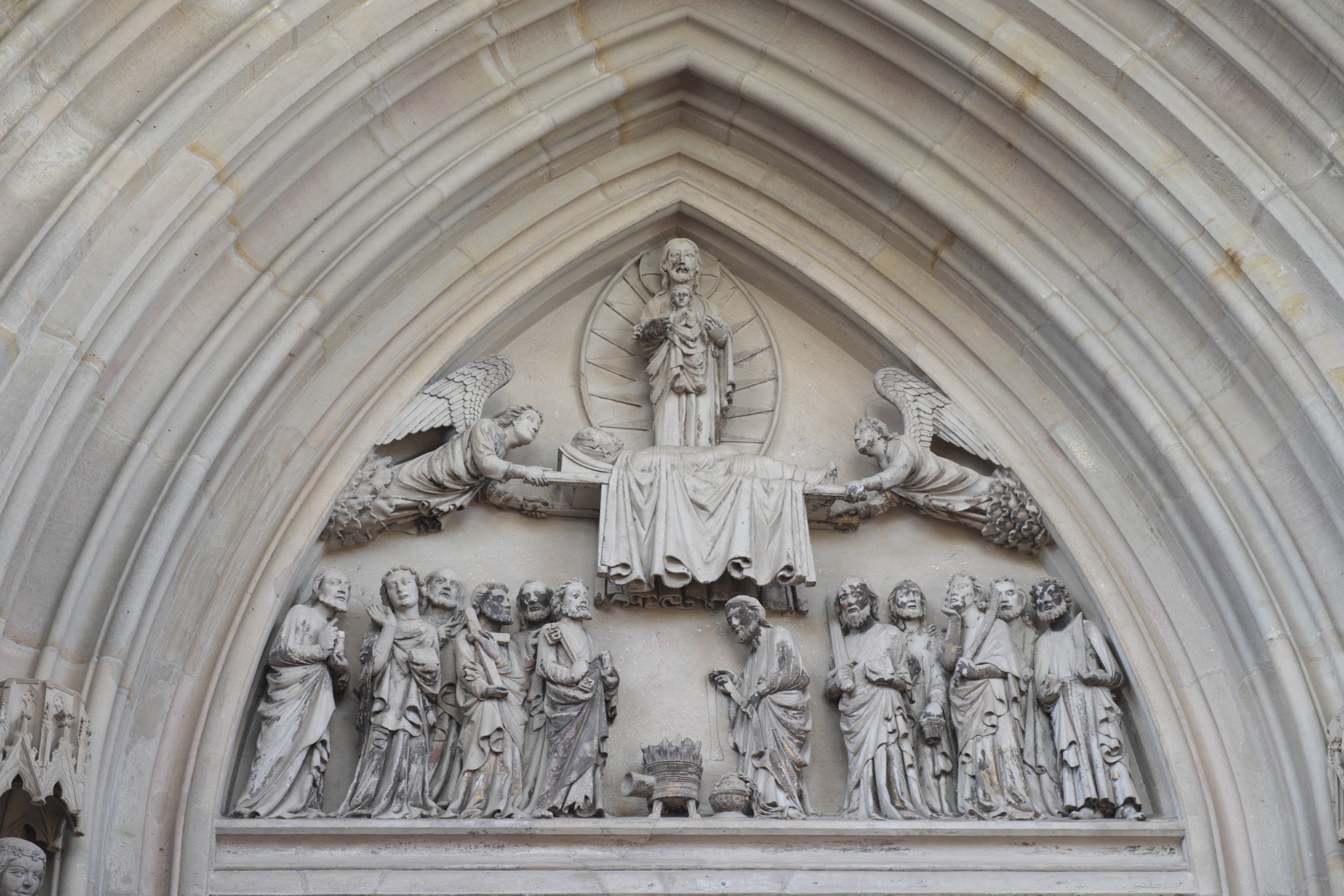